# Гбарі
Гба́рі, тж. гварі (самоназва Агбарі; гвалі, гоалі) — народ мовної підгрупи ква у центрі Нігерії.

## Територія проживання і чисельність
Гбарі живуть у верхів'ї річок Гбарі і Кадуна-Оква. Люди гбайя є основним населенням перенесеної віднедавна столиці до м. Абуджа і прилеглих територій столичного федерального округу; також проживають у нігерійських штатах Нігер і Кадуна.
Чисельність гбарі — бл. 600 тис. чол. (сер. 1990-х рр., оцінка).

## Мова, діалекти і релігія
Мова гбарі належить до мовної підгрупи ква нігеро-конголезької групи конго-кордофанської мовної родини. Розпадається на ряд діалектів: матаї, кванге, ямма гайєгі, ямма паїко. Також поширені мови нупе і хауса.
Гбарі переважно мусульмани-суніти, також зберігаються традиційні вірування.

## Історія і суспільство
За Середньовіччя люди гбарі часто потерпали від работоргівців з сусідніх еміратів народів хауса і фулані.
Один з генералів і колишніх президентів Нігерії Ібрагім Бабангіда був гбарі.. Саме за його президентства було здійснено перенесення столиці Нігерії у район компактного проживання народу — до міста Абуджа (12 грудня 1991 року), що мало значний вплив на розвиток гбарі.
Основу традиційної соціальної організації становить великосімейна сільська община. У минулому велику роль відігравали чоловічі союзи.

## Господарство
Основні традиційні заняття гбарі — ручне землеробство (просо, сорго, ямс, бавовник) і скотарство.
Серед ремесел розвинуті гончарство і ткацтво.
Займаються торгівлею

## Культура
Поселення гбарі кучові, хатини глинобитні, з конічними стріхами з трави.
За одяг править відріз матерії, обернутий навколо стегон.
Основу національної кухні складає рослинна їжа (каші, фуфу тощо).
Поширені культ предків, віра в верховне божество Шеко.

## Виноски
1. ↑  Curtin, Philip D.; Lovejoy, Paul E. "Africans in bondage : studies in slavery and the slave trade : essays in honor of Philip D. Curtin on the occasion of the twenty-fifth anniversary of African Studies at the University of Wisconsin (1986)", p. 240
2. ↑  Helen Chapin Metz, ed. "The Babangida Government" [Архівовано 23 червня 2011 у Wayback Machine.], "Nigeria: A Country Study.", Washington: GPO for the Library of Congress, 1991. Accessed May 11, 2007.

## Джерело
- Попов В.А. Гбари // Народы мира. Историко-этнографический справочник, М.: «Советская энциклопедия», 1988, стор. 132 (рос.)